# Hostus Hostilius
 (octobre 2022).
 (octobre 2022).
La mise en forme du texte ne suit pas les recommandations de Wikipédia : il faut le « wikifier ».
Les points d'amélioration suivants sont les cas les plus fréquents. Le détail des points à revoir est peut-être précisé sur la page de discussion.
- Les titres sont pré-formatés par le logiciel. Ils ne sont ni en capitales, ni en gras.
- Le texte ne doit pas être écrit en capitales (les noms de famille non plus), ni en gras, ni en italique, ni en « petit »…
- Le gras n'est utilisé que pour surligner le titre de l'article dans l'introduction, une seule fois.
- L'italique est rarement utilisé : mots en langue étrangère, titres d'œuvres, noms de bateaux, etc.
- Les citations ne sont pas en italique mais en corps de texte normal. Elles sont entourées par des guillemets français : « et ».
- Les listes à puces sont à éviter, des paragraphes rédigés étant largement préférés. Les tableaux sont à réserver à la présentation de données structurées (résultats, etc.).
- Les appels de note de bas de page (petits chiffres en exposant, introduits par l'outil «  Source ») sont à placer entre la fin de phrase et le point final[comme ça].
- Les liens internes (vers d'autres articles de Wikipédia) sont à choisir avec parcimonie. Créez des liens vers des articles approfondissant le sujet. Les termes génériques sans rapport avec le sujet sont à éviter, ainsi que les répétitions de liens vers un même terme.
- Les liens externes sont à placer uniquement dans une section « Liens externes », à la fin de l'article. Ces liens sont à choisir avec parcimonie suivant les règles définies. Si un lien sert de source à l'article, son insertion dans le texte est à faire par les notes de bas de page.
- La présentation des références doit suivre les conventions bibliographiques. Il est recommandé d'utiliser les modèles {{Ouvrage}}, {{Chapitre}}, {{Article}}, {{Lien web}} et/ou {{Bibliographie}}. Le mode d'édition visuel peut mettre en forme automatiquement les références.
- Insérer une infobox (cadre d'informations à droite) n'est pas obligatoire pour parachever la mise en page.

Pour une aide détaillée, merci de consulter Aide:Wikification.
Si vous pensez que ces points ont été résolus, vous pouvez retirer ce bandeau et améliorer la mise en forme d'un autre article.
Hostus Hostilius était un guerrier romain à l'époque de Romulus, grand-père de Tullus Hostilius, le troisième roi romain.

## Légende
En représailles au viol des femmes sabines, les Romains ont été attaqués par des forces envoyées par plusieurs villes sabines. Les Romains, qui avaient prévu une action téméraire de ce genre, eurent rapidement mis en déroute les armées de Caenina, Antemnae et Crustumerium. Mais Titus Tatius, roi de la ville sabine de Cures, était plus prudent et a obtenu l'accès à la citadelle romaine par subterfuge, forçant les Romains à se battre à partir d'une position désavantageuse.
Les deux armées avancèrent l'une vers l'autre le long du terrain entre les collines du Palatin et du Capitole, avec le champion sabin, Mettius Curtius, en tête. Hostus Hostilius, son homologue romain, l'a rencontré en combat singulier. Bien qu'Hostus ait combattu vaillamment, Mettius avait l'avantage du terrain et tua le champion romain. Découragée, la ligne romaine s'est brisée et s'est enfuie vers leurs fortifications sur le Palatin, alors que Mettius et les Sabins les poursuivaient.
Incapable de contrôler son armée, Romulus a juré un temple à Jupiter si ses hommes retrouvaient leur courage et affrontaient l'ennemi. Comme en réponse à sa prière, les Romains se sont tournés devant les portes du Palatin, si soudainement que le cheval de Mettius a pris peur et s'est enfui, se coinçant dans le sol marécageux qui allait devenir le Forum romain. La charge de Sabine s'arrêta, incertaine de la marche à suivre et inquiète du sort de leur chef qui, avec les encouragements de ses hommes, réussit à libérer son cheval et à s'échapper. La bataille étant au point mort et l'issue incertaine, les femmes sabines elles-mêmes intercédèrent, exhortant leurs maris et pères à ne pas s'entre-tuer. Romulus et Tatius sont convenus d'une trêve et d'un gouvernement conjoint de Rome.
Selon Denys d'Halicarnasse, l'épouse d'Hostus était Hersilia, qui avait conduit les Sabines entre les lignes de bataille pour mettre fin à la guerre, bien que dans le récit plus familier, que Tite-Live raconte, Hersilia était l'épouse de Romulus. Plutarque rapporte les deux versions, notant un désaccord entre ses autorités. À sa mort, Hostus a laissé un jeune fils, qui à son tour était le père de Tullus Hostilius, le troisième roi de Rome. Hostilius a été enterré dans le Forum romain, où un monument a été érigé et inscrit en l'honneur de sa bravoure.